# فوغيو يوشيدا
فوغيو يوشيدا (باليابانية: 吉田 ふじを) هي مصممة مطبوعات ورسامة يابانية، ولدت في 5 أكتوبر 1887 في اليابان، وتوفيت في 1 مايو 1987.